# Kazimierz Karpiński (sportowiec)
Kazimierz Karpiński (zm. w sierpniu 1944 w Warszawie) – polski pływak, waterpolista, mistrz polski, olimpijczyk z Berlina.

## Życiorys
Pływanie rozpoczął podczas nauki szkolnej w Ostrowcu Świętokrzyskim. Tam też pracował jako ślusarz. W 1931 za namową Tadeusza Semadiniego przyjechał do Warszawy. Został zawodnikiem AZS. Specjalizował się w stylu dowolnym i stylu zmiennym. W 1932 został mistrzem kraju w sztafecie 4 × 200 metrów stylem dowolnym. W 1934 został wicemistrzem kraju w tej samej konkurencji. W 1935 został wicemistrzem w konkurencji 3 × 100 m stylem zmiennym. W latach 1932–1938 siedmiokrotnie zdobywał tytuł wicemistrza kraju z drużyną waterpolistów AZS. Podczas igrzysk olimpijskich 1936 w Berlinie był rezerwowym zawodnikiem.
Podczas drugiej wojny światowej został aresztowany w łapance ulicznej. Został odesłany do obozu w Prusach Wschodnich. Po ucieczce z obozu powrócił do Warszawy i włączył się w działalność konspiracyjną w AK. Zginął w sierpniu 1944 podczas powstania warszawskiego na Woli.